# George Siegmann
George Adams Siegmann (New York, 8 februari 1882 – Hollywood, 22 juni 1928) was een Amerikaanse acteur en filmregisseur in het tijdperk van de stomme film.

## Biografie
Siegmann werd geboren op 8 februari 1882 in New York. Hij maakte zijn filmdebuut in 1909 in Confidence en zou daarna nog in meer dan 100 films spelen. Zijn meest opmerkelijke rollen zijn onder meer Silas Lynch in The Birth of a Nation (1915), Cyrus de Grote in Intolerance (1916), Porthos in The Three Musketeers (1921), Bill Sikes in Oliver Twist (1922), de bewaker in de film The Cat and the Canary (1927) en Dr. Hardquanonne in The Man Who Laughs (1928).
Hij was ook assistent-regisseur van The Birth of a Nation en Intolerance. Tussen 1915 en 1919 regisseerde hij zelf nog 19 films, waaronder de horrorfilm The Trembling Hour (1919) van Universal Pictures met in de hoofdrollen Kenneth Harlan en Helen Eddy, voordat hij terugkeerde naar het acteren. Vanwege zijn lange, stevige postuur werd hij vaak voor de rol van slechterik gecast.
In 1915 raakte hij betrokken bij een zwaar auto-ongeluk als passagier in een auto die bestuurd werd door regisseur Tod Browning. Acteur Elmer Booth, die ook in de auto zat, was op slag dood. Siegmann en Browning liepen ernstige verwondingen op.
Siegmann trouwde in 1917 met de toen 22-jarige Marguerite Webb uit Michigan. Het is niet bekend hoelang hun huwelijk duurde, maar het eindigde vermoedelijk door een scheiding vóór zijn huwelijk met Maud Darby in 1927. Zijn tweede huwelijk was echter van korte duur, want een jaar later stierf George Siegmann op 46-jarige leeftijd aan pernicieuze anemie.